# Jurrit Visser
Jurrit Menno Visser (Sintjohannesga, 3 mei 1952 - Leeuwarden, 14 oktober 2022) was een Nederlands politicus van de PvdA.
Jurrit Visser is aan de Rijksuniversiteit Leiden afgestudeerd in de rechten en heeft daarna gewerkt bij de gemeente Sneek en de provincie Friesland. Visser was jarenlang secretaris van de Stuurgroep Waddenprovincies. In mei 1998 werd hij wethouder van de gemeente Heerenveen en hij was daar net aan zijn tweede wethoudersperiode begonnen toen hij in december 2002 benoemd werd tot burgemeester van de gemeente Terschelling.
In april 2013 kwam Visser ten val tijdens een vakantie in Turkije. Hij legde zijn werkzaamheden tijdelijk neer, omdat zijn herstel meer tijd kostte dan verwacht. Rob Bats werd waarnemend burgemeester. In september 2013 liet de gemeente weten dat Visser in verband met zijn gezondheid de functie van burgemeester niet meer kon vervullen. Hij stopte officieel met ingang van 1 december 2013.